# NGC 2397A
NGC 2397A је спирална галаксија у сазвежђу Летећа риба која се налази на NGC листи објеката дубоког неба.
Деклинација објекта је - 69° 6' 55" а ректасцензија 7h 21m 7,9s. Привидна величина (магнитуда) објекта NGC 2397 износи 14,1 а фотографска магнитуда 14,8. NGC 2397A је још познат и под ознакама ESO 58-29, AM 0721-685, IRAS 07212-6901, PGC 20754.